# シライトトンボダマクラゲ
シライトトンボダマクラゲ（学名: Tregouboviopsis gemmula）は花クラゲ目に属するクラゲ。
日本の沖縄県沖で発見された。
その名の通りトンボ玉のような形で薄く白い刺胞列が傘の縁から傘の頂点まで見られる。傘の直径は5mmほどで小型。
口腕や触手瘤、口触手を持たない。
トンボダマクラゲとは刺胞列や口触手の有無、色みが異なる。